# Alexandru Bizim
Alexandru Bizim (ur. 15 lipca 1934 w Bârladzie, zm. w czerwcu 2016) – rumuński lekkoatleta, który specjalizował się w rzucie oszczepem.
W 1960 roku brał udział w igrzyskach olimpijskich. W rzymskich zawodach uzyskał wynik 68,92 i ostatecznie zajął 22. miejsce nie awansując do finału. Brązowy medalista uniwersjady, którą w 1959 roku gościł Turyn. Podczas tej imprezy uzyskał wynik 72,81. W 1962 startował w mistrzostwach Europy w Belgradzie – z wynikiem 70,42 zajął 18. miejsce i nie awansował do finału. Wielokrotny medalista mistrzostw Rumunii. Rekord życiowy: 81,21 (27 sierpnia 1963, Oslo).